# Chilla (rapper)
Chilla, pseudonimo di Maréva Ranarivelo (Genolier, 27 aprile 1994), è una rapper svizzera con cittadinanza malgascia naturalizzata francese.

## Biografia
Nata da padre malgascio e madre francese, Chilla si è diplomata al Liceo Baudelaire di Annecy. Si è avvicinata al rap all'età di 17 anni. È stata scoperta dal duo Bigflo & Oli, che l'hanno invitata a esibirsi al loro programma radiofonico Planète Rap sulla stazione Skyrock nel 2016.
Karma, il suo primo album, è uscito nel 2017 e ha debuttato al 180º posto nella classifica della regione francofona del Belgio, la Vallonia, e al 193º posto in Francia.
Nel 2019 è stato pubblicato il suo secondo album, Mūn, che ha ottenuto maggiore successo commerciale, raggiungendo la 31ª posizione della classifica francese, la 39ª in Vallonia, e l'83ª nella sua Svizzera. Chilla è principalmente conosciuta per i suoi testi femministi.

## Discografia

### Album in studio
- 2017 – Karma
- 2019 – Mūn
- 2022 – Ego

### EP
- 2015 – Funky Chill

### Singoli
- 2016 – Petit dealer (feat. Lino)
- 2017 – Lettre au président
- 2017 – Mélodrame
- 2017 – Exil
- 2017 – M.B.D (Métro boulot dodo)
- 2018 – #Balancetonporc
- 2018 – Dans la ville
- 2018 – 1er jour d'école
- 2019 – Mira
- 2019 – Dans le movie #1
- 2019 – Am stram gram
- 2019 – Oulala
- 2019 – Bridget